# اندحاس قلبي
الاندحاس القلبي أو اندحاس التامور أو الدُّكاك القلبي (بالإنجليزية: Cardiac tamponade)‏ هي حالة طبية طارئة تحدث عندما يمتلئ جوف التامور بالسوائل مما يعيق حركة القلب الارتخائية مسببة شل قدرة البطين في القلب على استيعاب الدم القادم إليه؛ الأمر الذي يؤدي إلى تقليل حجم الضربة القلبية وتقليل كمية الدم الذي يضخه القلب وبالتالي حدوث صدمة و من ثم الموت. قد ينشأ الاندحاس القلبي عقب رضح شديد على الصدر أو نتيجة التهاب عضلة القلب كما يظهر مصاحباً لبعض الأمراض الروماتيزمية والسرطانات الخبيثة في بعض الأحيان.

## المسببات
ينشأ الاندحاس القلبي عندما يمتلئ جوف التامور المحيط بعضلة القلب بالسائل بكمية لا يستطيع معها غشاء التامور التمدد لاستيعابها، في الحالات التي يتم فيها توضع السائل ببطئ (كما في قصور الدرقية يستطيع غشاء التامور استيعاب أكثر من ليتر من السوائل قبل أن تظهر أعراض الانحداس القلبي، أما عندما يحدث تجمع السوائل بسرعة (كما في الرضخ أو حالات تمزق العضلة القلبية) فإن 100 ميلي لتر كافية لشل قدرة القلب على التمدد والضخ.
من الحالات التي قد تسبب حدوث الاندحاس القلبي ما يلي:
1. الرضخ (سواء كان جرحاً نافذاً أو إصابة كليلة).
2. فتق أو تمزق العضلة القلبية.
3. اليوريمية
4. قصور الدرقية
5. السرطانات الخبيثة
6. عقب عمليات القلب المفتوح
7. عقب الإصابة باحتشاء عضلة القلب
8. التهاب التامور

## نشوء المرض
إن غشاء التامور غشاء ليفي ضعيف المرونة، لا يمكنه التمدد، يحيط بالقلب مكوناً جوف التامور، يحتوي جوف التامور على كمية بسيطة من السوائل تسهّل عملية انزلاق الغشاء على سطح القلب خلال الانقباض والارتخاء.
نظراُ لعدم مرونة غشاء التامور فإن أي تجمع للسوائل يؤدي إلى ارتفاع الضغط في جوف التامور؛ الأمر الذي يعيق امتلاء عضلة القلب خلال انبساطها، ومع استمرار تجمع السوائل في جوف التامور يقل الدم المضخوخ من القلب شيئاً فشيئاً إلى أن يصبح النتاج القلبي غير كافٍ لتروية الأعضاء الحيوية فتصاب تلك الأعضاء بصدمة قد تؤدي إلى الموت في حالة استمرارها.

## التشخيص

### التشخيص السريري
يعتمد التشخيص السريري على التاريخ المرضي للمصاب، وتعتبر ثلاثية بِك أداة مساعدة لتشخيص الاندحاس القلبي، ثلاثية بِك هي عبارة عن 3 أعراض مرضية سريرة تشير إلى احتمالية وجود الاندحاس القلبي والعلامات هي:
1. انخفاض ضغط الدم الشرياني
2. ارتفاع الضغط الوريدي المركزي الذي يظهر عبر رؤية الأوردة متودجة في الرقبة نتيجة ارتفاع ضغط الوريد الوداجي.
3. تكميم أصوات القلب حيث تغدو أصوات انغلاق صمامات القلب أخفت نتيجة تساوي الضغط الداخلي لحجرات القلب.

من العلامات السريرة المفيدة كذلك في تشخيص الاندحاس القلبي: النبض المتناقض (بالإنجليزية: pulsus paradoxus)‏ والذي هو انخفاض ضعط الدم الشرياني بمعدل 10 ميليمترات زئبقية أو أكثر مع كل شهيق،

### مخطط القلب الكهربائي
من العلامات التي تظهر على مخطط القلب الكهربائي في حالات اندحاس القلبي ما يلي:
- انخفاض الفوليتة المقاسة في مركّب QRS.
- تسارع دقات القلب.
- ارتفاع في قطعة ST.

### تخطيط صدى القلب
يمكن، في الحالات غير الحرجة أو الطارئة، استخدام تقنية تخطيط صدى القلب، وتظهر الصور المأخوذة عبر تخطيط صدى القلب انقباض بطينات القلب واتساع جوف التامور، كما يمكن رؤية صدى السوائل المتجمّعة وقياس حجمها بشكل تقريبي من خلال هذه التقنية.

## العلاج
يعتبر بزل التامور الخطوة الأولية في علاج الحالات الطارئة من اندحاس القلب حيث يتم سحب السوائل الزائدة في جوف التامور والتي تعيق حركة ارتخاء القلب. و من ثم يكون العلاج النهائي بمعالجة الداء المسبب إذا ما كان ذلك ممكناً. قد يكون العمل الجراحي لازماً في حالات تمزق عضلة القلب أو الجروح النافذ لإيقاف النزف إلى جوف التامور.
إذا قُدم العلاج القوي فوراً دون حدوث أي مضاعفات (صدمة، عدم انتظام ضربات القلب، فشل القلب، تمدد الأوعية الدموية، التهاب القلب، الانسداد أو التمزّق) يكون البقاء على قيد الحياة احتمالاً بارزاً.